# Karl von Fritsch
Karl Wilhelm Georg von Fritsch, född 11 november 1838 i Weimar, död 9 januari 1906 i  Goddula vid Merseburg, var en tysk geolog och geografisk forskningsresande.
Fritsch blev professor i geologi i Halle an der Saale 1873. Han utgav bland annat Reisebilder von den Canarischen Inseln (1867), Geologische Beschreibung der Insel Tenerife (tillsammans med Wilhelm Reiss; 1868), Vulkanausbrüche bei Santorin (1868), Das Gotthardsgebiet (1874) och Allgemeine Geologie (1888), en särskilt för geografer avsedd bok.